# USS Serapis (IX-213)
USS Serapis (IX-213) – jednośrubowy tankowiec zbudowany w 1921 dla United States Shipping Board przez Baltimore Dry Dock and Shipbuilding z Baltimore. Na początku nosił nazwę "District of Columbia", został przydzielony United States Navy przez Komisję Morską (ang. Maritime Commission) w lutym 1945. Został przemianowany na "Serapis" i otrzymał numer klasyfikacyjny IX-213 9 marca 1945. Został częściowo przerobiony w San Francisco i dostarczony Marynarce w Pearl Harbor. Wszedł do służby 3 sierpnia 1945, tymczasowym dowódcą został Lieutenant (junior grade) Eugene F. Dunne, USNR.
Nabyty do służby w czasie wojny jako mobilny magazyn na benzynę i ropę w Pearl Harbor i na terytoriach powierniczych. "Serapis" został zadeklarowany jako zbędny po wstrzymaniu działań wojennych na Pacyfiku. Pozostawał na Hawajach do 16 września, gdy został wzięty na hol przez USS "Keosanqua" w celu przeprowadzenia do Kalifornii. 2 października dotarł do San Francisco, gdzie został wycofany ze służby i wrócił do Komisji Morskiej 19 października. Jego nazwa została skreślona z listy okrętów floty 1 listopada 1945. Został sprzedany w maju 1947 firmie American Iron and Metal Company w celu zezłomowania.